# پل بی‌سیم
پل بی‌سیم (به انگلیسی: Wireless bridge) افزاره‌ای است که به عنوان فرستنده و گیرندهٔ بی‌سیم‌ کار می‌کند و برای اتصال شبکه‌های محلی باسیم به یکدیگر استفاده می‌شود. استفاده از پل‌های بی‌سیم می‌تواند نسبت به روش‌های جایگزین سیمی، هزینه و زمان کمتری برای اجرا نیاز داشته باشد. به عبارت دیگر پل بی‌سیم با کمک اتصال رادیویی دو پارهٔ شبکه را به یکدیگر متصل می‌کند.
پل بی‌سیم یک ابزار ویژه است که کار آن بسیار مشابه نقطهٔ دسترسی بی‌سیمی است که در حالت پل (بریج) کار می‌کند. دو پیکربندی رایج برای پل‌های بی‌سیم استفاده می‌شود، نقطه به نقطه یا نقطه به چندنقطه. پل‌های بی‌سیم می‌توانند در باندهای فرکانسی ۲٫۴ گیگاهرتز آی‌اس‌ام یا ۵ گیگاهرتز یوان‌آی‌آی عمل کنند. اتصال ایجاد شده می‌تواند فاصله‌های دور را پوشش دهد، به همین دلیل در نظر گرفتن عامل‌های زیست‌محیطی و امنیتی و به کارگیری آنتن مناسب برای شبکه دارای اهمیت است.

## واژه‌نامه
1. ↑  ISM band
2. ↑  U-NII